# Carlos Guevara Moreno
Carlos Guevara Moreno (Parroquia San Pedro de Licto, cantón Riobamba, 19 de julio de 1911-San Rafael, Valle de los Chillos, 20 de agosto de 1974) fue un connotado político ecuatoriano conocido como "El Gran Capitán", fundador de Concentración de Fuerzas Populares (CFP), una de las agrupaciones populistas más importantes del siglo XX. 

## Biografía
Nacido en la parroquia San Pedro de Licto, cantón Riobamba, provincia del Chimborazo, creció en Guayaquil donde su padre fundó y dirigió la escuela Liceo  Ecuador. Estudio química en la Universidad de Guayaquil de la que fue expulsado por militar junto a Pedro Saad y Rafael Coello Serrano en la "Fracción Universitaria de Izquierda", organización que impulsó la huelga universitaria de 1931. Su padre lo envía a Francia donde estudia física, química y ciencias biológicas en la célebre «Sorbona» de París. Recorrió Europa y se unió a las Brigadas Internacionales en la Guerra Civil Española donde participó, sin que se conozca más detalles sobre esto, como voluntario médico, "por esta participación sus oponentes después lo atacaron de simpatizante marxista." En París hizo amistad también, en 1932, con el Dr. José María Velasco Ibarra.
Fue nombrado, por un breve periodo,    Secretario General de la Administración y, en 1944, Ministro de Gobierno durante el segundo gobierno de José María Velasco Ibarra (1944-1947), mismo que devino de "La Gloriosa" del 28 de mayo de 1944.

Como Ministro de Gobierno abandona todas sus convicciones políticas:
A Guevara Moreno se le otorgaban todos los poderes para suprimir la oposición, trabajo que realizó concienzudamente. Las protestas fueron sosegadas a la  fuerza sin considerar los derechos civiles y los partidos Comunista y Socialista fueron proscritos. "Se extirpa de la  Administración a los "bolcheviques"; se apalea y encarcela a estudiantes de la  Universidad: se golpea y se castiga sangrientamente a los obreros de las  fábricas; se  destruyen los  talleres y ediciones del diario socialista La  Tierra... se amedrenta, se insulta o se encarcela o se da de latigazos a  los  periodistas o locutores de radio que critican o rezongan" (Reyes,  1960: 790). Con la izquierda casi liquidada y los sectores centristas y conservadores en antagonía, Velasco Ibarra pidió la renuncia a Guevara Moreno. El 13 de agosto de 1946, Guevara Moreno aceptó la embajada en Chile.
A su regreso de Chile participa en el partido Unión Popular Republicana (UPR) de Rafael Mendoza Avilés, quien será su candidato a alcalde de Guayaquil en 1947. En 1949, sobre las bases de la UPR, funda el partido Concentración de Fuerzas Populares (CFP), partido que recogé masivamente sus firmas en un local ubicado en la calle Pío Montúfar de la ciudad de Guayaquil y del cual será director general durante varios años. Durante el gobierno de Galo Plaza Lasso, es apresado y pasa algunos meses en prisión. En 1951 es elegido por un amplió margen como alcalde de Guayaquil en las elecciones municipales para ser destituido en diciembre de 1952, durante el tercer gobierno de su antiguo amigo el presidente José María Velasco Ibarra (1952-1956), y es forzado a salir del país junto a otros líderes cefepistas bajo una incongruente acusación sobre un supuesto asalto a la Base Aérea Militar de Taura y mal manejo de los fondos del municipio. Esta acción solo demostraría la preocupación que sentía Velasco Ibarra con respecto a la figura de Guevara Moreno y del CFP.
Un año después, ya de vuelta en Guayaquil triunfa en las elecciones para diputado, pero nuevamente el Dr. Camilo Ponce Enríquez, Ministro de Gobierno del régimen velasquista, logra su descalificación.
Para las elecciones presidenciales de 1956 se propone su candidatura para la Presidencia de la República, con importantes posibilidad de triunfar, pues su imagen y su partido tenían mucha popularidad especialmente en los sectores populares de la ciudad de Guayaquil, una nueva y deliberada intromisión del Dr. Ponce Enríquez logró desacreditar su imagen acusándolo de comunista: "Filiación ideológica y política que constituía un terrible delito en aquella época. Las manipuladas elecciones de ese año fueron ganadas por el propio Dr. Ponce Enríquez, que contó, sin duda alguna, con el respaldo del gobierno velasquista.". En ese mismo año Assad Bucaram se afiliará al CFP, y poco tiempo después tomará control total del partido dejando mediante engaños y alianzas a Guevara Moreno desprovisto del mando. "Don Buca", como se le conocía a Bucaram, llamaría "el ocioso de Acapulco" al fundador del partido que después sería suyo hasta su muerte en diciembre de 1981.
Retirado de la política, Guevara Moreno muere a los 52 años de un infarto, el 20 de agosto de 1974 en su hacienda ubicada en el Valle de Los Chillos, al suroriente de la ciudad de Quito.